# 埃什夫罗讷
埃什夫罗讷（法語：Échevronne，法語發音：[eʃvʁɔn]）是法国科多尔省的一个市镇，属于博讷区。

## 地理
埃什夫罗讷（47°6'20"N, 4°51'3"E）面积8.69 平方千米，位于法国勃艮第-弗朗什-孔泰大區科多尔省，该省份为法国中东部省份，北起奥布省，西接涅夫勒省和约讷省，南至索恩-卢瓦尔省，东南接汝拉省，东临上索恩省，东北部与上马恩省接壤。
与埃什夫罗讷接壤的市镇（或旧市镇、城区）包括：菲塞、佩尔南-韦热莱斯、萨维尼莱博讷、维莱拉费、布扬、马尼莱维莱尔、马雷莱菲塞。

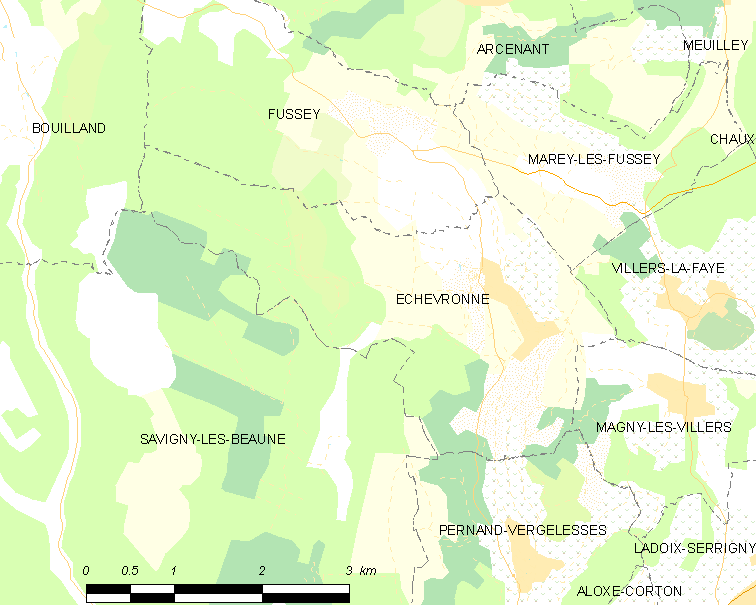
埃什夫罗讷的OSM定位图

埃什夫罗讷的时区为UTC+01:00、UTC+02:00（夏令时）。

## 行政
埃什夫罗讷的邮政编码为21420，INSEE市镇编码为21241。

## 政治
埃什夫罗讷所属的省级选区为拉杜瓦-塞里尼县。

## 人口

1962-2008年间埃什夫罗讷人口变化图示

埃什夫罗讷于2022年1月1日时的人口数量为309人。